# U 676
U 676 war ein deutsches Unterseeboot des Typs VII C. Dieser Typ wurde auch „Atlantikboot“ genannt. U 676 wurde von der Kriegsmarine während des U-Boot-Krieges für Geleitschutzaufgaben in der Ostsee eingesetzt.

## Technische Daten
Seit dem Beginn des Zweiten Weltkrieges produzierten die Hamburger Howaldtswerke ausschließlich U-Boote im Auftrag der Kriegsmarine. Die Werft war für einen jährlichen Ausstoß von 16 U-Booten vorgesehen, der sich ab Mitte 1943 auf 22 Boote erhöhen sollte. Diese Vorgaben konnten jedoch nie erfüllt werden. Bis Kriegsende lieferten die Howaldtswerke Hamburg 33 U-Boote an die Kriegsmarine aus, alle vom Typ VII C. Im August 1943 wurden gemeinsam mit U 676 vierzehn weitere Boote vom Typ VII C in Dienst gestellt. Die Boote hatten eine Länge von 67 m und eine Verdrängung von 865 m³ unter Wasser. Es wurde über Wasser von zwei Dieselmotoren angetrieben, die eine Geschwindigkeit von 17 kn ermöglichten. Unter Wasser erbrachten zwei Elektromotoren eine Geschwindigkeit von 7 kn. Die Bewaffnung bestand serienmäßig aus vier Bugtorpedorohren und einem Hecktorpedorohr. Statt der üblichen Artillerie, einer 8,8-cm-Kanone und einer 2,0-cm-Flak an Deck, war U 676 mit dem Prototyp eines neuartigen Aufbaus versehen. Der Turm war von einer wannenartigen Konstruktion umgeben, auf der mehrere Flak montiert waren. Das Boot war somit die Testversion eines Flakbootes.

### Flak-Boot
Bereits im Juni 1942 hatte Dönitz gefordert, die Flak-Bewaffnung der U-Boote zu verstärken, um der gestiegenen Bedrohung durch alliierte Flugzeuge zu begegnen. Auf Anweisung des OKM wurden ab Herbst desselben Jahres testweise Verbesserungen der Artillerie einzelner Boote eingeführt, für die umfangreiche Modifikationen des jeweiligen Turms, sogenannte Brückenumbauten. Im Sommer 1943 entwickelte die Firma Rheinmetall aus der vom Heer genutzten 3,7-cm-Heeres-Flak 36 eine Flak zum Einbau auf die siebente Version dieses Brückenumbaus, bei dem eine Plattform auf einem wannenählichen Vorsprung den Turm vollständig umgab, auf der vier 3,7 cm Flak montiert waren. Durch diese Modifikation büßte das Boot seine Fähigkeit für Operationen im Atlantik ein. Daher wurde U 676 ausschließlich in der Ostsee eingesetzt.

## Flottillenzugehörigkeit und Stationierung
Bis Ende August 1944 unterstand U 676 als Ausbildungsboot der 5. U-Flottille in Kiel und unternahm zum Training der Besatzung Übungsfahrten in der Ostsee. Ab dem 1. September fuhr U 676 als Frontboot der 8. U-Flottille in Danzig, wo es zwei Tage vorher von Kiel aus eingelaufen war. Im Herbst und Winter 1944 übernahm das Boot Geleitschutzaufgaben für den Schiffsverkehr zwischen Riga und Gotenhafen. Ab dem 16. Februar 1945 unterstand es der 4. U-Flottille in Stettin.

## Versenkung
Am 12. Februar 1945 meldete Kommandant Sass eine Beschädigung des Bootes durch Eis. Das war die letzte Meldung des Bootes. U 676 operierte zu diesem Zeitpunkt im Finnischen Meerbusen. Nachdem weitere Meldungen des Bootes ausblieben, wurde es am 19. Februar als vermisst erklärt. Da keine sowjetischen Angriffe auf ein U-Boot bekanntgeworden waren, nahm man einen Minentreffer, einen Tauchunfall, menschliches oder technisches Versagen als Untergangsursache an. 2011 wurde das Boot von Fischern entdeckt und von einem finnischen Tauchteam untersucht. Seitdem steht fest, dass U 676 etwa auf Position 59° 30′ 0″ N, 23° 0′ 0″ O in einer Minensperre gesunken ist.

## Weblink
- Informative Seite des Taucher-Projekts „Badewanne“, u. a. mit Aufnahmen aus dem Wrack von U 676